# Bobbio Pellice
Bobbio Pellice (pronuncia Bòbbio Pèllice, /ˈbɔbbjo ˈpɛlliʧe/; Beubi in piemontese, Buebi in occitano) è un comune italiano di 521 abitanti della città metropolitana di Torino in Piemonte. Si trova in val Pellice e fa parte dell'Unione Montana del Pinerolese.
Da qui partirono i coloni occitani che abitarono Guardia Piemontese in Calabria.
Nel 1994 si tenne a Bobbio Pellice, nelle Valli Valdesi, la Conferenza generale della gioventù degli Avventisti del settimo giorno del movimento di riforma, con la presenza di più di duecento persone provenienti da ventidue paesi.

## Storia

### Simboli
Lo stemma e il gonfalone del Comune di Bobbio Pellice sono stati concessi con regio decreto del 19 febbraio 1931.
L'obelisco è quello posto nella frazione di Sibaud, eretto nel 1889 per ricordare il luogo presso il quale, nel XVII secolo, le popolazioni Valdesi guidate da Henri Arnaud, si impegnarono a mantenere tra loro unione e solidarietà.
Il gonfalone è un drappo di azzurro.

## Geografia fisica
È il comune posto al termine della val Pellice. Il suo territorio confina con quello di due comuni francesi: Abriès e Ristolas. Non vi sono però comunicazioni stradali dirette tra questi comuni (in auto sarebbe necessario ritornare verso Torino e passare per Sestriere  per un minimo di 175 km circa), che sono collegati solo da sentieri pedonali.

## Monumenti e luoghi d'interesse

### Architetture
- Chiesa di Santa Maria Assunta

### Rifugi alpini
- Rifugio Barbara Lowrie 1753 m s.l.m.
- Rifugio Willy Jervis - 1732 m s.l.m.
- Rifugio Barant - 2370 m s.l.m.
- Rifugio Battaglione Alpini Monte Granero - 2377 m s.l.m.

### Aree naturali
- Sito di interesse comunitario Pra - Barant

## Società

### Evoluzione demografica
Negli ultimi cento anni, a partire dal 1921, la popolazione residente si è dimezzata.
Abitanti censiti

Il comune, secondo dati risalenti al XIX secolo, è a maggioranza valdese.

## Amministrazione
Di seguito è presentata una tabella relativa alle amministrazioni che si sono succedute in questo comune.

### Gemellaggi
- Ristolas, dal 1981
- Guardia Piemontese, dal 1981
- Wächtersbach, dal 2000

| Periodo | Periodo   | Primo cittadino   | Partito      | Carica  | Note        |
| ------- | --------- | ----------------- | ------------ | ------- | ----------- |
| 1985    | 1990      | Aldo Charbonnier  | sinistra     | Sindaco |             |
| 1990    | 1995      | Aldo Charbonnier  | sinistra     | Sindaco | II Mandato  |
| 1995    | 1999      | Aldo Charbonnier  | sinistra     | Sindaco | III Mandato |
| 1999    | 2004      | Aldo Charbonnier  | lista civica | Sindaco | IV Mandato  |
| 2004    | 2009      | Giuseppe Berton   | lista civica | Sindaco |             |
| 2009    | 2014      | Patrizia Geymonat | lista civica | Sindaco |             |
| 2014    | 2019      | Patrizia Geymonat | lista civica | Sindaco | II Mandato  |
| 2019    | 2024      | Mauro Vignola     | lista civica | Sindaco |             |
| 2024    | In Carica | Mauro Vignola     | lista civica | Sindaco | II Mandato  |

### Altre informazioni amministrative
Dal 1973 al 2010 il comune ha fatto parte della Comunità montana Val Pellice; dal 1º gennaio 2010, nell'ambito di un processo di riorganizzazione amministrativa, ha aderito alla Comunità montana del Pinerolese.
A seguito della soppressione delle comunità montane del Piemonte, con la Legge regionale 28 settembre 2012, n. 11, Bobbio Pellice è entrato a far parte dell'Unione Montana del Pinerolese.